# ژاک میلون
ژاک میلون (انگلیسی: Jacques Misonne; ۱۱ دسامبر ۱۸۹۲ – ۲۵ سپتامبر ۱۹۶۸) سوارکار اهل بلژیک بود.